# 1646
| 1646               |
| ------------------ |
| Dødsfald - Fødsler |
|                    |

| Gregoriansk kalender | 1646 MDCXLVI            |
| Ab urbe condita      | 2399                    |
| Armensk kalender     | 1095 ԹՎ ՌՂԵ             |
| Kinesiske kalender   | 4342 – 4343 乙酉 – 丙戌 |
| Etiopisk kalender    | 1638 – 1639             |
| Jødisk kalender      | 5406 – 5407             |
| Hindukalendere       |                         |
| - Vikram Samvat      | 1701 – 1702             |
| - Shaka Samvat       | 1568 – 1569             |
| - Kali Yuga          | 4747 – 4748             |
| Iransk kalender      | 1024 – 1025             |
| Islamisk kalender    | 1056 – 1057             |

Konge i Danmark: Christian 4. – 1588-1648
Se også 1646 (tal)

## Født
- 15. april – Christian 5.
- 1. juli – Gottfried Wilhelm Leibniz